# Muhajbib
Muhajbib (arab. ‏محيبيب‎) – wieś położona w dystrykcie Kada Mardż Ujun, w Muhafazie An-Nabatijja, w Libanie.

## Położenie
Wioska jest położona na szczycie wzgórza o wysokości 700 metrów n.p.m., w odległości ponad 1 kilometra na zachód od granicy z Izraelem.
W jej otoczeniu znajdują się wioski Blida i Majs al-Dżabal.

## Historia
Po I wojnie światowej w 1918 wioska weszła w skład francuskiego mandatu Syrii i Libanu, który formalnie powstał w 1923. W 1941 powstał Liban, który został uznany dwa lata później. W 1946 wycofały się ostatnie wojska francuskie. Podczas wojny domowej w Mandacie Palestyny w rejonie wioski stacjonowały siły Arabskiej Armii Wyzwoleńczej, atakujące pozycje żydowskie na terenie dawnego brytyjskiego Mandatu Palestyny. Podczas I wojny izraelsko-arabskiej w październiku 1948 Izraelczycy przeprowadzili operację Hiram. W dniu 30 października siły Brygady Karmeli wkroczyły do Libanu, zajmując między innymi wioskę Muhajbib. Wysiedlono wówczas większość jej mieszkańców, a wioska pozostawała w rękach izraelskich do końca wojny, stanowiąc kartę przetargową w trakcie negocjacji porozumienia o zawieszeniu broni izraelsko-libańskim. W 1956 trzęsienie ziemi było powodem dużych zniszczeń w rejonie Muhajbib.
Z powodu bliskości granicy izraelskiej. Muhajbib cierpiała podczas kolejnych wojen izraelsko-arabskich. Podczas wojny libańskiej w 1982 wioskę zajęli Izraelczycy. Do 2000 Muhajbib znajdowała się w izraelskiej „strefie bezpieczeństwa” utworzonej w południowym Libanie. Po 1985 stacjonowały tutaj siły Armii Południowego Libanu. Po wycofaniu się w 2000 Izraelczyków, rejon wioski zajęły siły Hezbollahu. Prowadzona przez tę organizację walka z Izraelem była przyczyną II wojny libańskiej w 2006. Na Muhajbib spadły wówczas izraelskie bomby. Po wojnie rejon wioski patrolują siły UNIFIL. Międzynarodowa pomoc umożliwiła odbudowę infrastruktury.
Wieś Muhajbib została zajęta przez wojska Izraela podczas inwazji w październiku 2024 roku, po czym doszczętnie zniszczona (wysadzona) przez oddział z 91 Dywizji.

## Gospodarka
Lokalna gospodarka opiera się na rolnictwie.